# Ерлах (Берн)
Ерлах (нім. Erlach BE) — місто  в Швейцарії в кантоні Берн, адміністративний округ Зееланд.

## Географія
Місто розташоване на відстані близько 29 км на захід від Берна.
Ерлах має площу 3,5 км², з яких на 15,4% дозволяється будівництво (житлове та будівництво доріг), 45,9% використовуються в сільськогосподарських цілях, 27% зайнято лісами, 11,6% не є продуктивними (річки, льодовики або гори).

## Демографія
2019 року в місті мешкало 1388 осіб (+11,5% порівняно з 2010 роком), іноземців було 17%. Густота населення становила 398 осіб/км².
За віковим діапазоном населення розподілялося таким чином: 17,8% — особи молодші 20 років, 61,5% — особи у віці 20—64 років, 20,7% — особи у віці 65 років та старші. Було 654 помешкань (у середньому 2,1 особи в помешканні).
Із загальної кількості 436 працюючих 44 було зайнятих в первинному секторі, 70 — в обробній промисловості, 322 — в галузі послуг.

## Політика
7 грудня 1969 року Доріс Райзер з Лангенталя була обрана першою жінкою-мером німецькомовної Швейцарії в Ерлаху.
Частка голосів партій на виборах до Національної ради 2019 року становила: SVP 28,0%, GPS 20,1%, SP 17,0%, FDP 10,2%, glp 9,7%, BDP 7,1%, PdA 1,8%, EVP 1,4%, CVP 1,2%, Капуля 1,1%.